# Tony Worthington
William Anthony Worthington, född 11 oktober 1941 är en brittisk Labourpolitiker. Han var parlamentsledamot för valkretsen Clydebank och Milngavie från valet 1987 till 2005.